# Soiuz TM-34
La missió TM-34 fou una missió russa del programa Soiuz a l'Estació Espacial Internacional.

## Tripulació

### Enlairament
- Iuri Guidzenko (3)
- Roberto Vittori (1) - ESA (Itàlia)
- Mark Shuttleworth (1) - turista (Sud-àfrica)

### Aterratge
- Serguei Zaliotin (2)
- Frank De Winne (1) - ESA (Bèlgica)
- Iuri Lontxakov (2)

 (1) nombre de vols espacials completats per cada tripulant, incloent aquesta missió.

## Configuració de la missió
- Pes: n/d kg
- Perigeu: 193 quilòmetres
- Apogeu: 247 quilòmetres
- Inclinació: 51,6°
- Període orbital: 88,6 minuts